# 王阅
王閱（?—?），字號不詳。
天寶元年（742年）壬午科狀元，主考官是禮部侍郎韋陟，同榜進士有二十三人。天寶八年（749年）中拔萃科第一。事蹟於正史無傳。